# 卡恩努尔恰恩托恩梅恩特
卡恩努尔恰恩托恩梅恩特（Kannur Cantonment），是印度喀拉拉邦Kannur县的一个城镇。总人口4699（2001年）。

## 人口
该地2001年总人口4699人，其中男性3077人，女性1622人；0—6岁人口367人，其中男177人，女190人；识字率89.32%，其中男性为92.01%，女性为84.22%。